# Weidesheim
Weidesheim este un cartier cu  809 loc. (2007) al orașului Euskirchen. El se află la est de centrul orașului. Localitatea este amintită pentru prima oară în anul 1316 sub numele de „Wedensheim“. In centrul localității era cetatea Kleeburg care aparținea familiei nobiliare Johann și   Eva von Bendeman. Intre anii 1450 - 1666 cetatea și așezarea din regiune va aparține familiei von Dadenberg, ca între anii 1671 - 1825 să intre în posesia familiei  von Gymnich, urmând ca din 1929 până în 1986 a aparținut familiei Conen, iar în prezent cetatea este declarată monument istoric.